# Michael Joseph Rossbach
Michael Joseph Rossbach (Würzburg, 12 febbraio 1842 – Monaco di Baviera, 8 ottobre 1894) è stato un farmacologo tedesco.

## Biografia
Studiò medicina presso le università di Würzburg, Monaco di Baviera, Berlino e Praga, ricevendo il suo dottorato nel 1865. Nel 1869 si qualificò come docente di farmacologia a Würzburg, dove nel 1874 diventò professore associato. Nel 1882 diventò professore ordinario di patologia e terapia speciale e direttore della clinica medica presso l'Università di Jena, occupando il posto di Hermann Nothnagel. Nel 1892 si dimise dall'università per problemi di salute.
Il suo nome è associato alla "malattia di Rossbach", un disturbo gastrico meglio conosciuto come ipercloridria.

## Opere principali
Con Nothnagel, e co-autore di "Handbuch der Arzneimittellehre" Un libro di testo che è stato tradotto in inglese con il titolo  "A treatise on materia medica : (including therapeutics and toxicology)".
Altre opere notevoli di Rossbach sono:
- Physiologie und Pathologie der menschlichen Stimme; auf Grundlage der neuesten akustischen Leistungen, 1869.
- Pharmakologische Untersuchungen, 2 volumi 1873-76.
- Lehrbuch der physikalischen Heilmethoden für Aerzte und Studirende, 1882.
- Ueber den gegenwärtigen Stand der internen Therapie und den therapeutischen Unterricht an den deutschen Hochschulen, 1883.[4]